# Reinhold Schwarz (Politiker)
Reinhold Schwarz (* 9. Dezember 1888 in Danzig; † 29. Februar 1952 in Berlin) war ein deutscher Politiker (LDPD). Er war Vorsitzender des LDP/LDPD-Landesvorstandes Berlin und stellvertretender LDPD-Vorsitzender.

## Leben

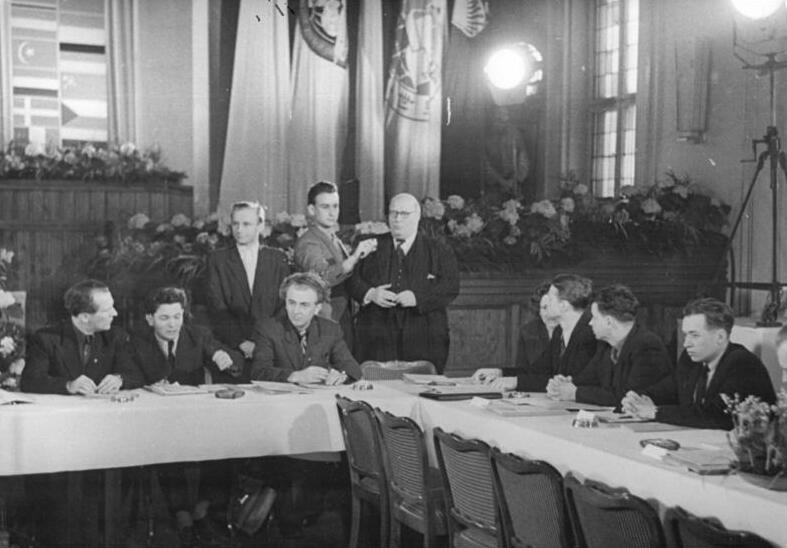
Bürgermeister Reinhold Schwarz 1951 bei einer Ansprache im Berliner Stadtverordnetensitzungssaal

Schwarz, Sohn eines Beamten, legte 1909 das Abitur ab und studierte von 1909 bis 1912 Philologie und Staatswissenschaften an den Universitäten Jena, München und Königsberg. 1912 legte er das Referendarsexamen ab, promovierte zum Dr. phil. und war dann im Schuldienst tätig. Von 1927 bis 1945 war er Syndikus verschiedener Berliner Unternehmen. Von Januar bis Mai 1945 war er wegen „Heimtücke und Verächtlichmachung der Regierung sowie Wehrkraftzersetzung“ inhaftiert. 
1945 trat er der LDP bei. Er war von 1945 bis November 1948 Dezernent im Bezirksamt Charlottenburg, von November 1948 bis 1952 Bürgermeister des im sowjetischen Sektor gebildeten Magistrats von Groß-Berlin. Ab April 1948 war er kommissarischer stellvertretender, ab Juni 1948 stellvertretender und von September 1949 bis 1952 schließlich Vorsitzender des LDP/LDPD-Landesvorstandes Berlin. Ab 1949 gehörte er dem geschäftsführenden Zentralvorstand der LDP an. Von 1950 bis 1952 war er Abgeordneter der Volkskammer und von Juni 1951 bis 1952 stellvertretender Vorsitzender der LDPD.
Schwarz starb im Alter von 63 Jahren in der Berliner Charité.